# Eudoksjusz z Antiochii
Eudoksjusz z Antiochii (zm. 370) – arcybiskup Konstantynopola w latach 360–370. Wcześniej, w latach 358–359 był patriarchą Antiochii.

## Życiorys
Urząd sprawował od 27 stycznia 360 r. do śmierci. Był arianinem.